# Kebun Rantau
Kebun Rantau is een bestuurslaag in het regentschap Aceh Tamiang van de provincie Atjeh, Indonesië. Kebun Rantau telt 961 inwoners (volkstelling 2010).